# Loose Moose Theatre
Die Loose Moose Theatre Company (LMTC) (dt. etwa Losgelassener Elch), ist im kanadischen Calgary eine Theatergruppe, die 1977 von Keith Johnstone und dem Tierarzt Mel Tonken gegründet wurde. Die LMTC, die bekannt für das Improvisationstheater ist, entwickelte unter der Leitung von Keith Johnstone mehrere Improvisationsformate, unter anderem Theatersport, Micetro, Gorilla Theatre und Life Game.
Die LMTC spielt im eigenen Haus und auf Tourneen. Sie bietet weiter ein Ausbildungszentrum für Improvisationstheater. Sie produzieren seit längerem eine Kindertheater Reihe an den Wochenenden und eine Reihe improvisiertes komisches Theater. Weiter führen sie verschiedene auf improvisation basierte Theaterstücke auf. Im März 2010 fand der International Improvisation Summit und ein 52-stündiges Improvisationsmarathon statt.
Ursprünglich residierten sie im Pumphouse theatre. Dann zogen sie in einen Raum in einem Industriekomplex im Nordwesten von Calgary, in der Nähe des Flughafens. Aus Platzmangel und wegen gescheiterter Pachtverhandlungen zog die LMTC in das historische Garry Theatre im Inglewood-Bezirk. 2005 bezog die LMTC einen neuen Aufführungsraum im Calgary Crossroads Market.
Seit 1988 ist die LMTC der Gastgeber des zweiwöchigen Sommerkurses Loose Moose International Improvisation Intensive. Viele ehemalige Mitglieder der LMTC arbeiten inzwischen bei Film, Fernsehen und auf Theaterbühnen.